# 卡尔顿·费斯克
卡爾頓·歐尼斯特·費斯克（Carlton Ernest Fisk，1947年12月26日—，出生於佛蒙特州柏羅佛斯）曾經是美國職棒大聯盟的捕手，球員時期效力過波士頓紅襪和芝加哥白襪，並在2000年以79.6%的得票率入選名人堂。

## 早年生活
盡管出生於佛蒙特，但費斯克指出他是來自與柏羅佛斯隔著一條康乃狄克河的新罕布希爾州查爾斯頓。費斯克畢業於查爾斯頓高中，但他當時為柏羅佛斯的美國退伍軍人協會棒球隊效力。在新罕布希爾大學期間，費斯克一開始加入的是籃球隊，同時也為棒球隊效力。

## 職業生涯

### 波士頓紅襪
費斯克在1967年被波士頓紅襪隊挑中，1969年和1971年只為紅襪隊打了為數不多的比賽，但在1972年他的第一個完整球季中爆發。這一年他贏得了美聯最佳新人獎以及捕手金手套獎，並以9支三壘安打在美聯領先，這也是到目前為止最後一位成為年度三壘安打王的捕手。
費斯克在他的職業生涯中總共蹲捕2226場，是大聯盟歷史上最多的。他11次入選全明星賽，生涯共有376支全壘打。

### 芝加哥白襪
1981年3月18日，費斯克以自由球員的身份和芝加哥白襪簽約。由於當時隊中27號已被投手肯·克拉維奇（Ken Kravec）占有，因此他把他原有號碼交換位置，變成了72號。雖然10天之後克拉維奇就被交易離開，但費斯克還是保留了72號。
在加盟白襪隊之後，費斯克在1983年就幫助球隊贏得了美聯西區冠軍。作為這支年輕球隊的領袖，他以2成89的打擊率、26支全壘打、86分打點的成績名列當年美聯最有價值球員評選的第三位。1984年由於傷病的關系，費斯克錯過了大部分的比賽，在這之後他開始了一套新的訓練方法。在他復出的1985賽季就打出了職業生涯新高的37支全壘打和107分打點。費斯克常常稱贊這套訓練方法，幫助他延長了職業生涯。

## 榮譽

### 費斯克標志桿
2005年6月13日，為了紀念1975年世界大賽第六場費斯克在12局擊出的全壘打，紅襪隊決定把左外野標志桿命名為費斯克標志桿（Fisk Foul Pole）。那支全壘打常常被認為是大聯盟歷史上最經典的一幕。那一刻發生在1975年10月22日美國東部時間凌晨12點34分，費斯克將紅人隊投手派特·達爾西（Pat Darcy）的快速球打向左外野的高空中。“這球大概只飛行了2.5秒，”費斯克回憶道，“但我瘋狂地跳著，揮舞著我的手臂，似乎遠遠不止2.5秒。”2.5秒之後，球擊中了左外野的標志桿，結束了這場夢幻般的比賽，最終紅襪以7比6擊敗對手，將世界大賽帶入了第七場。
這場儀式在跨聯盟賽紅襪對上辛辛那提紅人的比賽之前進行，這也是紅人隊30年之後第一次來到芬威公園作賽。費斯克作為該場比賽的開球嘉賓，接捕的是他當年的隊友路易斯·蒂安特（Luis Tiant）。從這時起，芬威球場左外野標桿正式被命名為費斯克標志桿。這個想法來自於無數的球迷致電紅襪，希望用這種方式來紀念那個偉大的時刻。相對應地，右外野標桿在1948年就被命名為佩斯基標志桿（Pesky's Pole），這是為了紀念紅襪隊曾經的游擊手約翰尼·佩斯基。

### 冠軍紀念戒指
在6月13日的命名儀式結束後，費斯克收到了紅襪奪得2004年世界大賽冠軍的紀念戒指。2006年8月12日，芝加哥白襪隊也頒給費斯克一枚紀念2005年世界大賽冠軍的戒指。

### 雕像
2005年8月7日，芝加哥白襪隊為費斯克真人大小的銅像揭幕，這座雕像位於白襪隊主場左外野的大廳中。

## 私人生活
費斯克現在生活在新罕布希爾州。他的主要興趣是栽培蘭花，到目前為止他已種植了300株。
2004年10月23日因涉嫌酒駕被警方逮捕並遭到起訴，根據新來諾克斯村警員表示，菲斯克遭逮捕當時醉倒在自己的小卡車後方，地板上還留有打開的酒瓶，名人堂形象毀於一旦。

## 生涯數據
卡爾頓·費斯克職業生涯數據
| 場次  | 打數  | 安打  | 二壘打 | 三壘打 | 全壘打 | 得分  | 打點  | 盜壘 | 四壞球 | 故意 四壞球 | 三振  | 犧牲 觸擊 | 高飛 犧牲打 | 觸身球 | 打擊率 | 上壘率 | 長打率 |
| ----- | ----- | ----- | ------ | ------ | ------ | ----- | ----- | ---- | ------ | ----------- | ----- | --------- | ----------- | ------ | ------ | ------ | ------ |
| 2,499 | 8,756 | 2,356 | 421    | 47     | 376    | 1,276 | 1,330 | 128  | 849    | 105         | 1,386 | 26        | 79          | 143    | .269   | .341   | .457   |

## 外部鏈接
- 球員資訊和成績在Baseball-Reference，Fangraphs，The Baseball Cube（英文）
- CarltonFisk.com 卡爾頓·費斯克官方網站 （页面存档备份，存于）
- The Sporting News' Baseball's 25 Greatest Moments: Fisk Waves it Fair（页面存档备份，存于）
- 1975年世界大賽第六場費斯克擊出全壘打的音頻（页面存档备份，存于）

| 前任： 克里斯·錢布里斯 | 美國聯盟年度最佳新人獎 1972年 | 繼任： 艾爾·班布里 |